# Pegomya fumipennis
Pegomya fumipennis är en tvåvingeart som först beskrevs av Huckett 1939.  Pegomya fumipennis ingår i släktet Pegomya och familjen blomsterflugor. Inga underarter finns listade i Catalogue of Life.